# Plotek
Plotek – portal plotkarski należący do Agora SA, prowadzony przez redaktor naczelną Wiktorię Jakubowską i jej zastępcę Justynę Michalską.
W lipcu 2020 roku portal miał 5 milionów realnych użytkowników i ponad 44 miliony wyświetleń, co dawało mu zasięg 18,5% (rok wcześniej odpowiednio: 4,9 miliona realnych użytkowników i 57 milionów odsłon).
Na portalu piszą, oprócz ww. Jakubowskiej i Michalskiej: Karolina Bodura, Robert Głowacki, Kinga Molenda, Berenika Olesińska, Cezary Wiśniewski i Anna Wójtowicz.
Jesienią 2020 na Plotku wystartował publicystyczny program własny Plotkersi, w którym prezenterzy Cezary Wiśniewski i Aleksandra „Guova" Głowińska prowadzą wywiady z celebrytami i influencerami.